# Plancoët
Plancoët (bretonisch: Plangoed; Gallo: Plancoé) ist eine französische Gemeinde mit 3.095 Einwohnern (Stand: 1. Januar 2022) im Département Côtes-d’Armor in der Region Bretagne. Die Gemeinde gehört zum Arrondissement Dinan und ist der Hauptort (chef-lieu) des Kantons Plancoët. Die Einwohner werden Plancoëtin genannt.

## Geographie
Plancoët liegt nahe der Smaragdküste am Fluss Arguenon. An der östlichen Gemeindegrenze verläuft sein Zufluss Montafilan. Umgeben wird Plancoët von den Nachbargemeinden Saint-Lormel im Norden, Créhen im Osten und Nordosten, Corseul im Süden und Südosten, Bourseul im Südwesten sowie Val-d’Arguenon im Westen.
Der Bahnhof der Gemeinde liegt an der Bahnstrecke Lison–Lamballe. Durch die Gemeinde führen die früheren Routes nationales 168, 792 und 794.

## Bevölkerungsentwicklung
| Jahr      | 1962 | 1968 | 1975 | 1982 | 1990 | 1999 | 2006 | 2011 |
| Einwohner | 2134 | 2304 | 2375 | 2489 | 2507 | 2589 | 2934 | 3084 |

## Sehenswürdigkeiten
- Kirche Notre-Dame de Nazareth aus dem 18./19. Jahrhundert
- Kirche Saint-Sauveur aus dem 19. Jahrhundert
- großes Steinkreuz, seit 1926 Monument historique
- Fachwerkhaus aus dem 16. Jahrhundert, seit 1926 Monument historique
- Herrenhaus von La Caunelaye aus dem 17. Jahrhundert

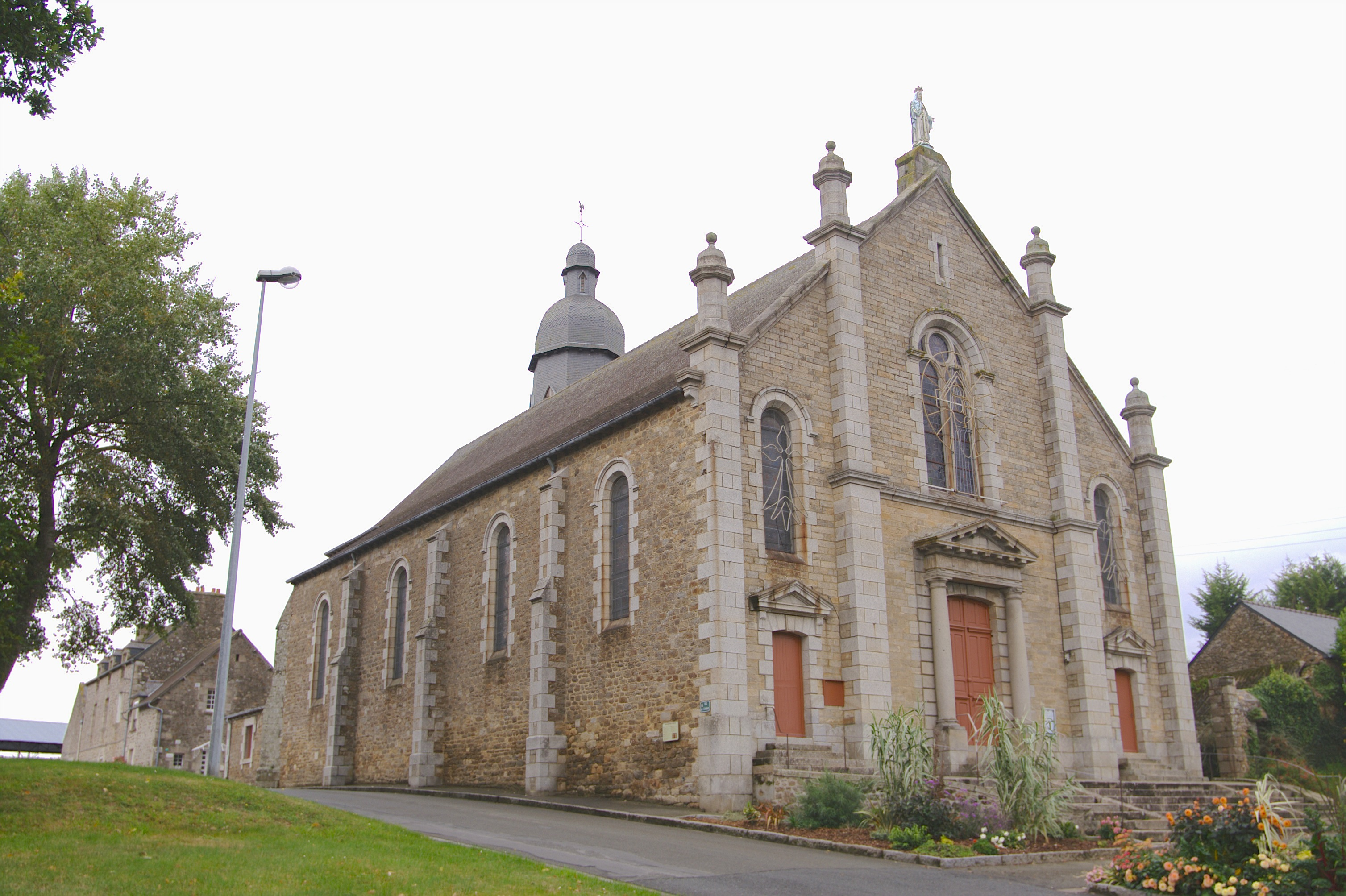
Kirche Notre-Dame-de-Nazareth
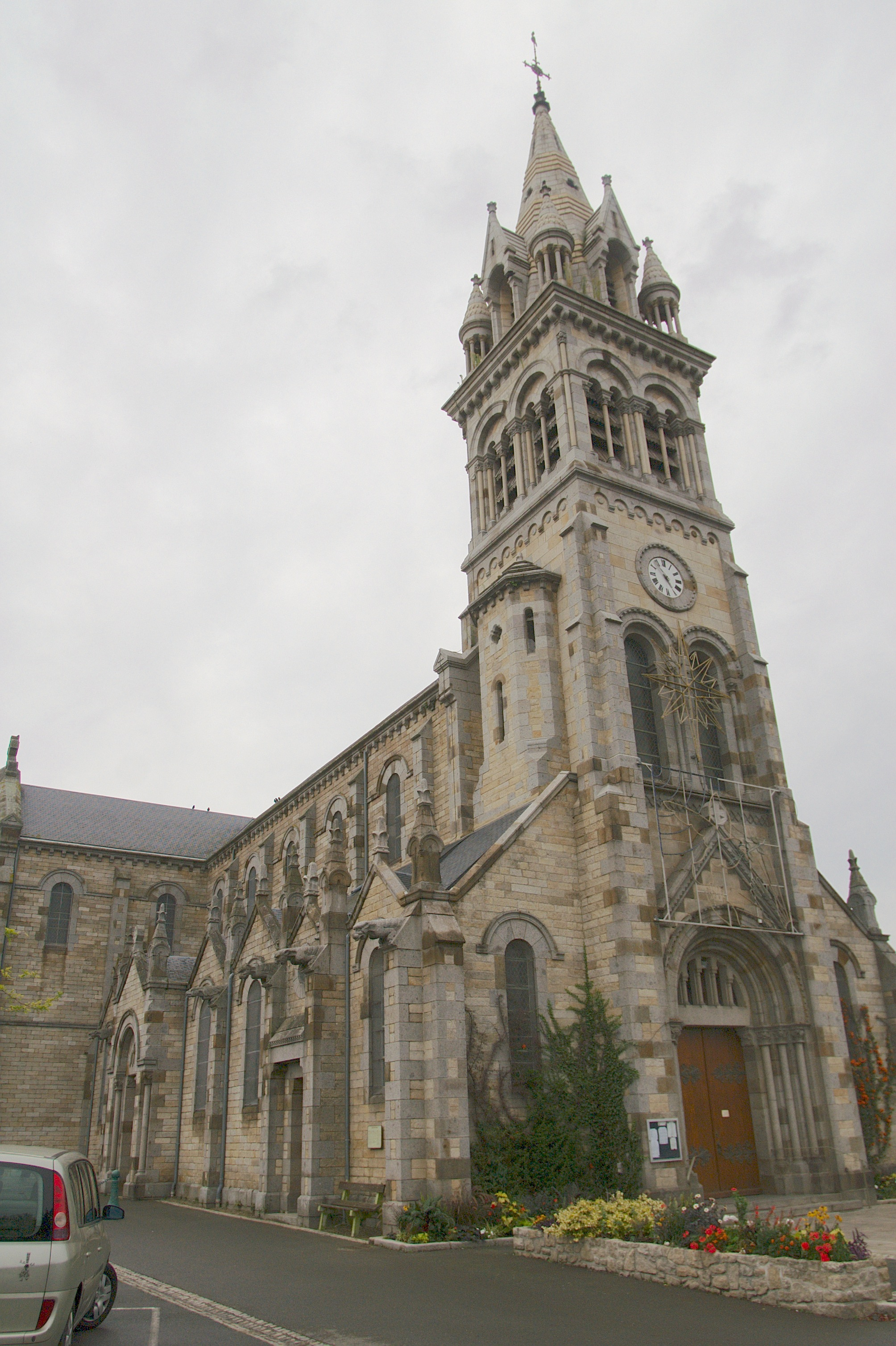
Kirche Saint-Sauveur
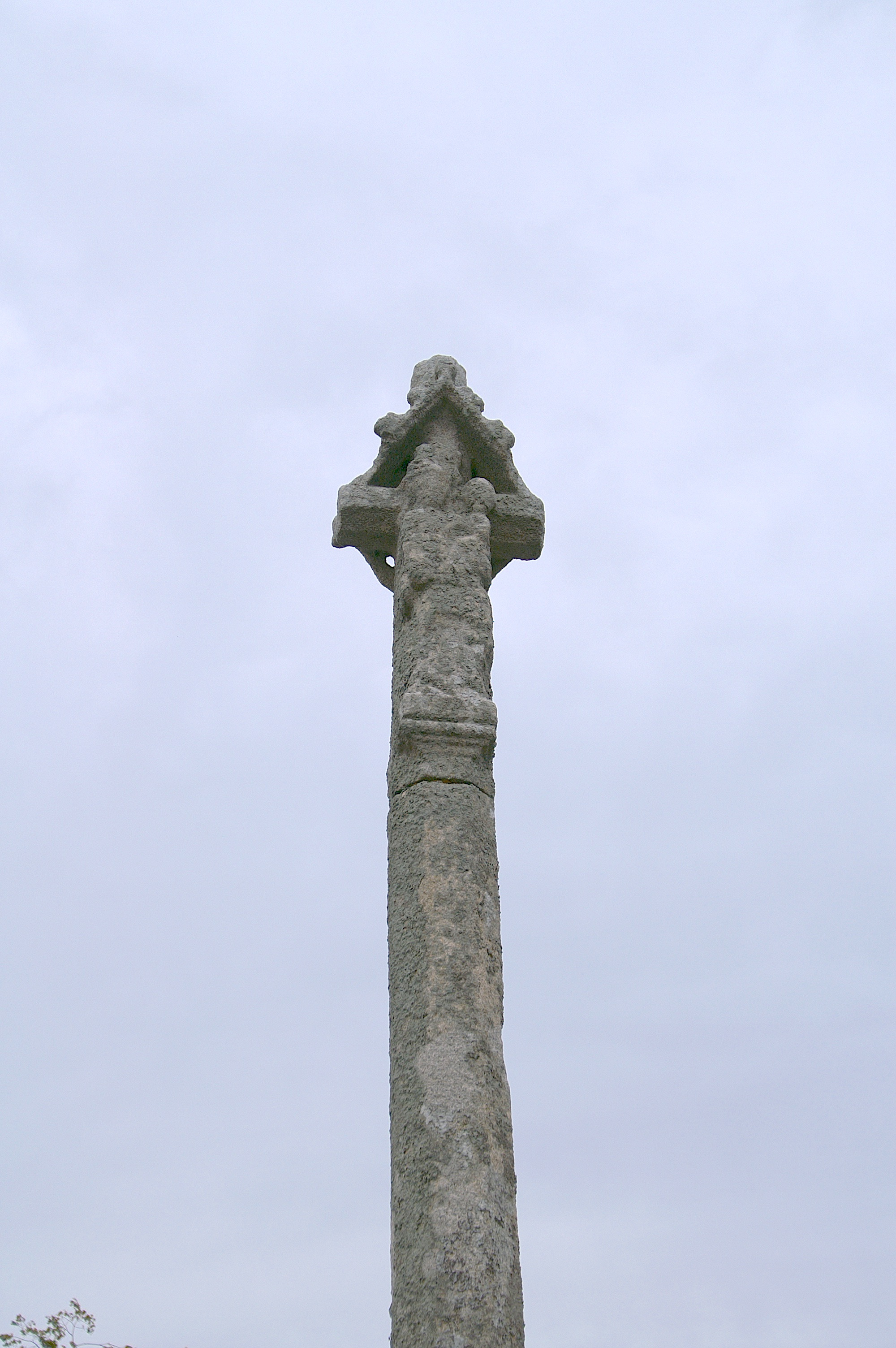
Großes Steinkreuz
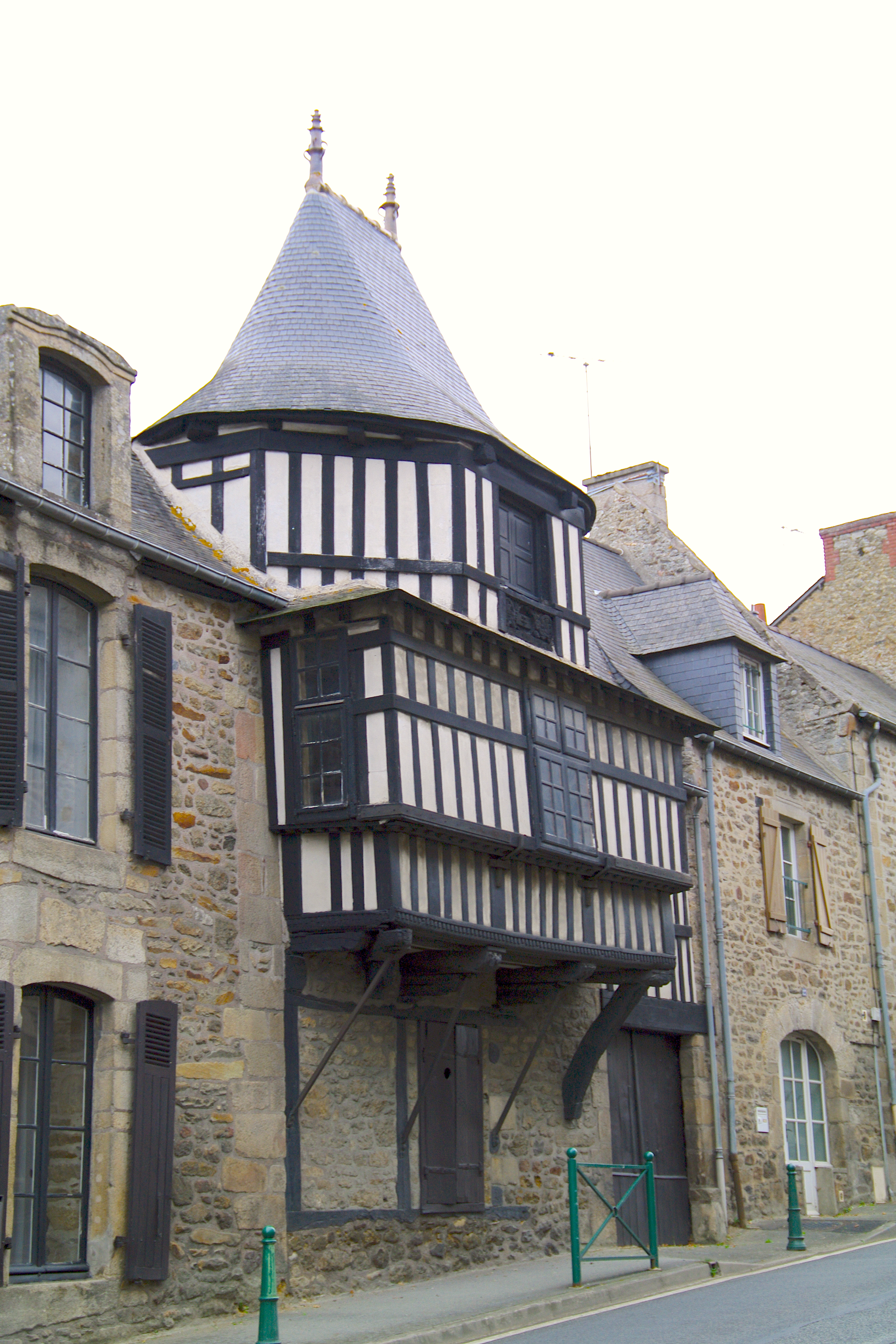
Fachwerkhaus aus dem 16. Jahrhundert

## Persönlichkeiten
- Pascal Poisson (* 1958), Radrennfahrer
- Viviane Le Dissez (* 1959), Politikerin (PS), Bürgermeisterin (2008–2014)

## Gemeindepartnerschaften
Mit der deutschen Gemeinde Kreuzau in Nordrhein-Westfalen besteht eine Partnerschaft.

## Wirtschaft
Der Nestlé-Konzern füllt hier das Mineralwasser mit dem Ortsnamen als Marke ab.